# Chris Crawford on Game Design
Pour les articles homonymes, voir Chris Crawford (homonymie) et Crawford.
Chris Crawford on Game Design est un livre sorti en juin 2003.
Écrit par Chris Crawford, il porte sur le game design de jeux vidéo sortis peu avant le livre comme Les Sims par exemple. Il dédie par ailleurs un chapitre aux 14 premiers jeux sur lesquels il a travaillé.
Le site Gamasutra a donné à l'ouvrage la note de 5/5 dans une critique.